# Леметр, Огюстен Франсуа
Огюстен Франсуа Леметр (фр. Augustin François Lemaître; 20 сентября 1797, Париж — 25 февраля 1870, Париж) — французский рисовальщик, гравёр, литограф, издатель и фотограф. Во время путешествий по странам Европы он изобразил множество пейзажей, архитектурных памятников и характерных персон. Сотрудничал с издателем Фирменом Дидо.

## Биография
Огюстен Леметр учился у художника-пейзажиста Ашиля-Этны Мишальонa. Занимался рисунком, гравированием, осваивал технику литографии. Свою профессиональную карьеру начал в мастерской гравёра Клода-Франсуа Фортье, затем открыл собственную гравёрную мастерскую на улице Мазарин, 32 в Париже.
В 1825 году Огюстен Франсуа Леметр встретил Нисефора Ньепса, одного из изобретателей фотографии; в тот год Ньепс выпустил свою фотографию «Point de vue du Gras». Нисефор Ньепс обратился к гравёру в лице Огюстена Леметра, чтобы тот сделал отпечатки на бумаге с его гравированных пластин. Леметр помог ему освоить технику офорта, а Ньепс познакомил его с гелиографией и техникой печати фотографических изображений на бумагу, сочетая перенос фотографического позитива на светочувствительный лак и глубокую печать. Они наладили сотрудничество в разработке новой технологии.
Огюстен Франсуа Леметр также интересовался новым фотографическим процессом дагерротипии, разработанным его современником Луи Дагером.

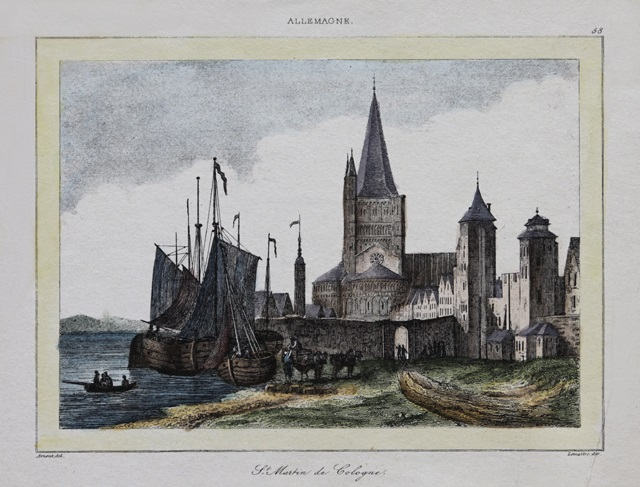
Церковь Сен-Мартен в Кёльне. 1839. Офорт, акварель
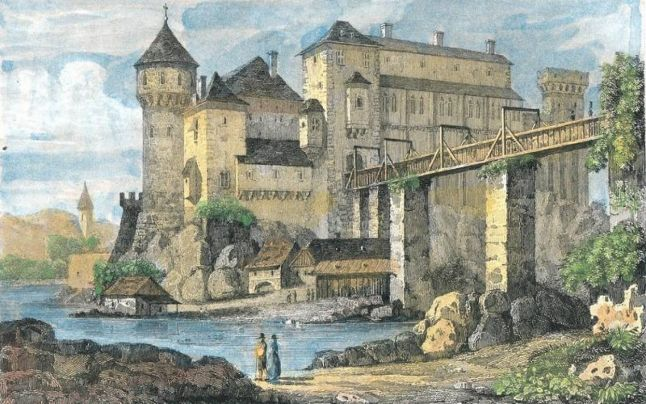
Замок Хунедоара в Румынии. 1848. Офорт, акварель
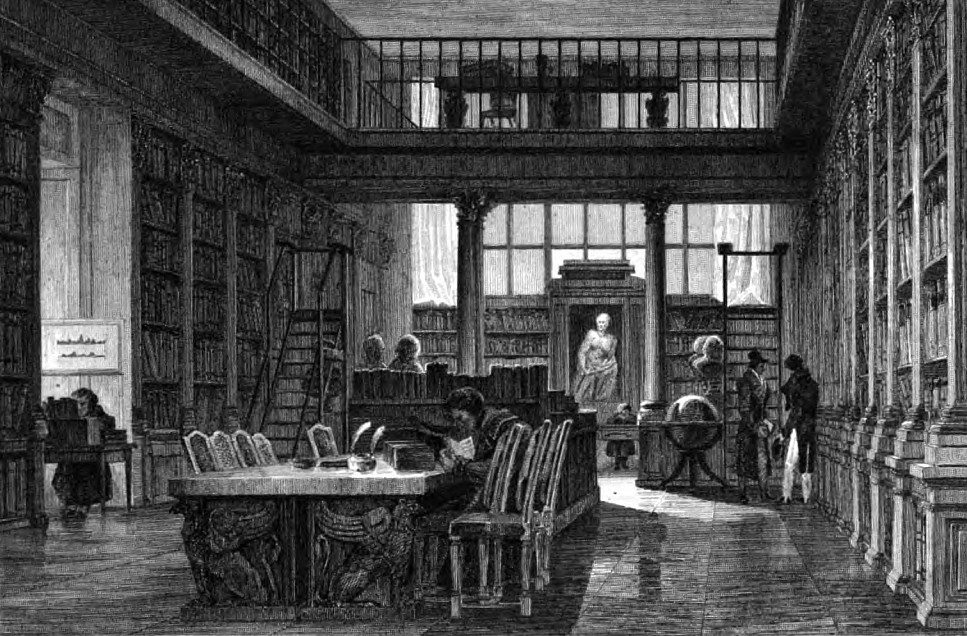
Библиотека Института Франции в Париже, нарисованная и гравированная Огюстеном-Франсуа Леметром. Словарь Французской академии. 1835
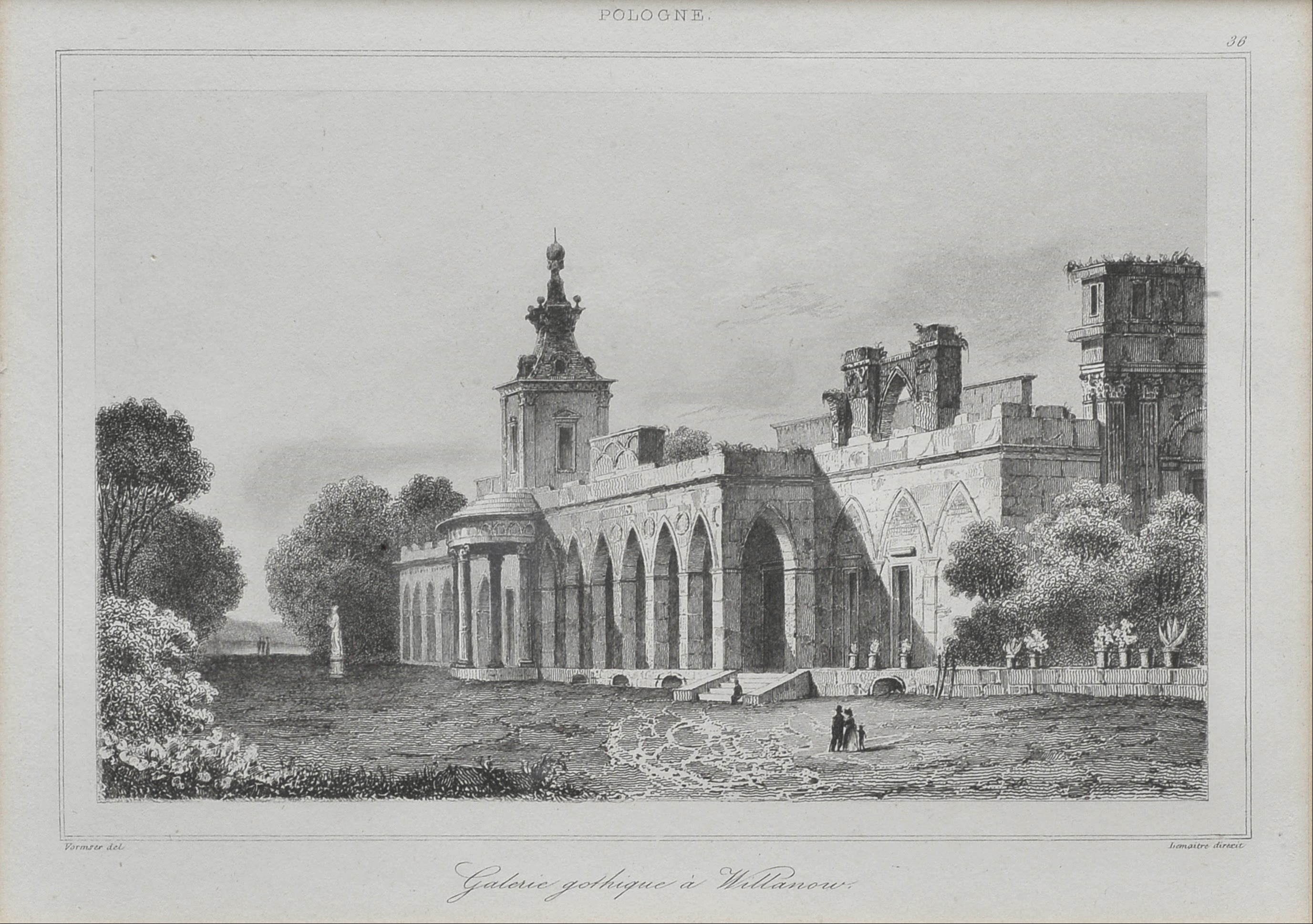
Вид Готической галереи в замке Вилянув, Польша. Офорт